# Acacia belairioides
Acacia belairioides är en ärtväxtart som beskrevs av Ignatz Urban. Acacia belairioides ingår i släktet akacior, och familjen ärtväxter. IUCN kategoriserar arten globalt som akut hotad. Inga underarter finns listade i Catalogue of Life.